# Phạm Hoàng Hộ
Phạm Hoàng Hộ là giáo sư Thực vật học của Việt Nam, Viện trưởng sáng lập Viện Đại học Cần Thơ, ông nổi tiếng với bộ sách ba quyển "Cây cỏ Việt Nam" (An illustrated flora of Vietnam, 1999) và quyển "Cây có vị thuốc ở Việt Nam" (2006) cùng do Nhà xuất bản Trẻ ấn hành.

## Thân thế
Trên giấy tờ, GS. Phạm Hoàng Hộ sinh ngày 3 tháng 8 năm 1931 tại làng Thới Bình – phường Cái Khế, tỉnh Cần Thơ (trên thực tế ông sinh ngày 27 tháng 7 năm 1929 Kỷ Tỵ). Thuở nhỏ ông theo học tiểu học ở các trường Bassac, Nam Hưng và College de Cần Thơ  và năm 1946 sang Pháp tiếp tục bậc Trung học lấy bằng Tú Tài I và II. Sau đó, ông theo học ở Đại học Sorbonne Paris, đậu bằng Cử nhân Khoa học vào năm 1953 (Thủ khoa Thực vật học) và bằng Cao học về Khoa học thiên nhiên (Sciences naturelles) vào năm 1955, và bằng Agrégé Vạn vật học/ Thạc sĩ Pháp (năm 1956). Năm 1957, ông về nước và được bổ nhiệm vào chức vụ Giám đốc Hải học Viện Nha Trang và trong thời gian làm việc ở đây (1957 – 1962), ông đã thực hiện công trình nghiên cứu về rong biển Việt Nam và một phần của công trình nghiên cứu này được dùng cho luận án Tiến sĩ Khoa học Vạn vật học mà ông đệ trình vào năm 1961 cũng tại Đại học Sorbonne.

## Sự nghiệp và hoạt động chính trị
Vào năm 1962, ông được bổ nhiệm vào chức vụ Khoa Trưởng trường Đại học Sư phạm Sài Gòn và giữ chức vụ này đến 1963, sau đó ông từ chức để phản đối cách thức giải quyết cuộc khủng hoảng Phật giáo của Tổng thống Ngô Đình Diệm. Sau ngày 1-11-1963, ông tham gia nội các lâm thời của Nguyễn Ngọc Thơ do Hội đồng quân nhân cách mạng của tướng Nguyễn Khánh thiết lập với chức vụ Tổng Trưởng Giáo dục, tuy nhiên sau cuộc “chỉnh lý” ngày 30-1-1964 của Tướng Nguyễn Khánh, nội các của Nguyễn Ngọc Thơ giải tán. GS. Phạm Hoàng Hộ trở về với công tác giảng dạy tại Viện Đại học Sài Gòn.

## Thành lập Viện Đại học Cần Thơ
Đề án vận động thành lập trường được trình chính phủ Việt Nam Cộng hòa tuy nhiên gặp nhiều khó khăn. Ngày 16-11-1965, Tổng bộ Văn hóa – Xã hội Sài Gòn phúc đáp cho rằng phải đến năm 1969 thì mới có thể thành lập được trường Đại học này. GS. Phạm Hoàng Hộ kiên trì vận động và đến ngày 1-3-1966 thì cuộc họp trù bị cho việc thành lập Viện Đại học Cần Thơ được diễn ra tại phòng khánh tiết tỉnh Phong Dinh.
Ngày 6-3-1965 tại hội trường Trung học Phan Thanh Giản, với sự tham gia của hơn 300 đại biểu đã tập hợp được tiếng nói của nhân dân miền Tây đối với việc thành lập ngôi trường Đại học đầu tiên ở miền Tây. Bác sĩ Lê Văn Thuấn đã đọc diễn văn khai mạc và tuyên bố xây dựng trường đại học và cam kết đảm bảo nguồn lực về con người đáp ứng yêu cầu của một trường đại học. Sự tham gia của GS. Phạm Hoàng Hộ là sự ủng hộ to lớn về uy tín về khoa học của trường đại học sắp được thành lập này. Ngày 8-3-1966, Viện Đại học Cần Thơ được thành lập, GS. Phạm Hoàng Hộ trở thành Viện trưởng đầu tiên của trường Đại học Cần Thơ.
Lúc đầu thành lập Viện Đại học Cần Thơ có bốn khoa: Khoa học, Luật khoa và Khoa học Xã hội, Văn khoa, Sư phạm (có Trường Trung học Kiểu mẫu) đào tạo hệ Cử nhân, Trường Cao đẳng Nông nghiệp đào tạo hệ kỹ sư và Trung tâm Sinh ngữ giảng dạy chương trình ngọại ngữ cho sinh viên. Cơ sở vật chất của Viện Đại học Cần Thơ tọa lạc trên 4 địa điểm:
– Tòa Viện trưởng (Số 5, đại lộ Hoà Bình): là nơi tập trung các bộ phận hành chính của Viện.
– Khu I (đường 30/4): diện tích hơn 5 ha là khu nhà ở, lưu trú xá nữ sinh viên, trường Trung học Kiểu mẫu, trường Cao đẳng Nông nghiệp và nhà làm việc của các khoa.
– Khu II:(đường 3/2): diện tích 87 ha, là khu nhà học chính của trường.
– Khu III:(số 1, Lý Tự Trọng): diện tích 0,65 ha, là cơ sở đào tạo đầu tiên gồm khoa Khoa học và Thư viện.
Hai ngành Sư phạm và Nông nghiệp được đẩy mạnh phát triển, trường Cao đắng Nông nghiệp được nâng cấp thành phân khoa Nông nghiệp. Đây là lần đầu tiên ở Việt Nam có một trường chuyên nghiệp đào tạo Kỹ sư biến thành một phân khoa Nông nghiệp của Đại học, chú trọng đặc biệt đến sự phát triển tài nguyên và văn hóa miền Tây Nam phần Việt Nam. Viện cũng là nơi đào tạo và nghiên cứu khoa học, nhiều nhà khoa học trẻ như Võ Tòng Xuân (người sau này trở thành Giáo sư nông nghiệp hàng đầu Việt Nam), Trần Phước Đường (sang Mỹ học tại Đại học Michigan State, sau trở thành Giáo sư sinh học hàng đầu Việt Nam)... về giảng dạy tại trường và có nhiều cống hiến quan trọng. Viện Đại học Cần Thơ là một trong 5 Viện Đại học đầu tiên của miền Nam Việt Nam, với sự vận động kiên trì của GS. Phạm Hoàng Hộ và GS. Nguyễn Duy Xuân, việc thành lập Viện Đại học Cần Thơ có ý nghĩa quan trọng cho sự phát triển của giáo dục vùng Đồng bằng sông Cửu Long,
Sau này, GS. Nguyễn Duy Xuân về làm Viện trưởng Viện Đại học Cần Thơ. Trong thời gian làm Viện trưởng, GS. Nguyễn Duy Xuân đã tiến hành thực hiện giáo dục đại học theo hình thức tín chỉ tiên tiến mà các nước phương Tây đang áp dụng. Với hoạt động trên, Viện Đại học Cần Thơ trở thành Đại học đầu tiên ở Việt Nam thực hiện giảng dạy theo hình thức tín chỉ, điều mà ngày nay các trường Đại học ở Việt Nam vẫn đang tìm tòi thực hiện theo quyết định của Bộ Giáo dục và đào tạo từ năm 2007.

## Trở lại giảng dạy
Đầu năm 1970, GS. Phạm Hoàng Hộ mời GS. Nguyễn Duy Xuân về làm Hiệu trưởng Viện Đại học Cần Thơ, ông về Sài Gòn và tiếp tục công trình giảng dạy và nghiên cứu thực vật đến năm 1984. Năm 1984 khi được chính phủ Pháp mời sang làm giáo sư thỉnh giảng, Giáo sư Phạm Hoàng Hộ đã quyết định chọn cuộc sống lưu vong và ở lại Pháp. Nói về thời kỳ sau 75, ông ghi lại: "thời kỳ sống trong ảo vọng là sẽ thấy đất nước đi lên. Giai đoạn đi xe đạp, ăn gạo hẩm, tưởng hoa sẽ nở trên đường Quê hương."  Từ đó ông sang Canada sinh sống và tại đây ông hoàn tất công trình nghiên cứu cây cỏ Việt Nam của mình. Có thể nói ông là người đầu tiên ở Việt Nam hoàn thành công trình nghiên cứu cây cỏ miền Nam và Việt Nam, đây là công trình có tầm cỡ khoa học lớn trong nước và trên thế giới.

## Công trình nghiên cứu
Trong cuộc đời nghiên cứu khoa học của mình, ông là tác giả của nhiều sách về thực vật học Việt Nam như Rong Biển Việt Nam (1969), Tảo học (1972), Sinh học thực vật (tái bản lần thứ tư,1973), Hiển hoa Bí tử (tái bản lần thứ nhì,1975) và Cây cỏ Việt Nam (1999) và nhiều bài nghiên cứu có giá trị khác.
| STT | Tên sách                   | Năm                                                                                     | Xuất bản                                                       | Mô tả                                                                                               | Ngôn ngữ              |
| --- | -------------------------- | --------------------------------------------------------------------------------------- | -------------------------------------------------------------- | --------------------------------------------------------------------------------------------------- | --------------------- |
| 1   | Cây cỏ miền nam Việt Nam   | 1960 (in lần thứ nhất); 1970 (in lần thứ nhì, quyển I), 1972 (in lần thứ nhì, quyển II) | Sài Gòn, Bộ Quốc gia Giáo dục                                  | Ḟlore du Vietnȧm, au sud du 17è parallèle. The flora of Vietnam, in the south of the 17th parallel. | Tiếng Việt            |
| 2   | Sinh học Thực vật          | 1964, 1966, 1973                                                                        | Sài Gòn, Bộ Quốc gia Giáo dục                                  | Dành cho sinh viên ban Cử nhân Vạn vật và ban Nông nghiệp.                                          | Tiếng Việt            |
| 3   | Tế bào sống                | 1965, 1972                                                                              | Sài Gòn, Bộ Giáo dục, Trung tâm Học liệu                       | Dịch từ Pháp văn. Nguyên tác: "La cellule vivante" của Henri Firket.                                | Tiếng Việt            |
| 4   | Tảo học                    | 1967                                                                                    | Sài Gòn, Bộ Giáo dục.                                          | | Tiếng Việt            |
| 5   | Hiển hoa Bí tử             | 1968, 1975                                                                              | Sài Gòn, Bộ Văn hóa Giáo dục và Thanh Niên, Trung tâm Học liệu | Dành cho sinh viên ban Cử nhân Vạn vật, ban Dược học và ban Nông lâm.                               | Tiếng Việt            |
| 6   | Rong biển Việt Nam         | 1969                                                                                    | Sài Gòn, Bộ Văn hóa Giáo dục và Thanh Niên, Trung tâm Học liệu | Marine Algae of South Vietnam                                                                       | Tiếng Việt            |
| 7   | Thực vật chúng             | 1972                                                                                    | Lửa Thiêng                                                     | Dành cho sinh viên Vạn vật học, Khoa học, Sư phạm, Nông nghiệp và Dược khoa.                        | Tiếng Việt            |
| 8   | Thực vật ở đảo Phú Quốc    | 1985                                                                                    | Thành phố Hồ Chí Minh                                          | Flore et Végétation de l'ile de Phuquoc                                                             | Tiếng Việt            |
| 9   | Cây cỏ Việt Nam            | 1999                                                                                    | Thành phố Hồ Chí Minh, Nhà xuất bản Trẻ                        | An Illustrated Flora of Vietnam                                                                     | Tiếng Việt, Tiếng Anh |
| 10  | Cây có vị thuốc ở Việt Nam | 2006                                                                                    | Thành phố Hồ Chí Minh, Nhà xuất bản Trẻ                        | | Tiếng Việt            |
| 11  | Từ điển nguồn gốc tên cây  | 2022                                                                                    | Nhân Ảnh                                                       | Viết chung với Lê Công Kiệt                                                                         | Tiếng Việt            |

## Qua đời
Ngày 29 tháng 1 năm 2017 (Mùng 2 tháng 1 năm Đinh Dậu), ông qua đời tại Montréal, Québec, Canada, hưởng thọ 89 tuổi. Ông được hỏa táng vào thứ 2, ngày 6 tháng 2 năm 2017.